# Kitamura Shigetoshi
Shigetoshi Kitamura (sinh ngày 21 tháng 5 năm 1975) là một cầu thủ bóng đá người Nhật Bản.

## Sự nghiệp câu lạc bộ
Shigetoshi Kitamura đã từng chơi cho Kyoto Purple Sanga.